# Dieter Schüßler
Dieter Schüßler (* 7. November 1946) ist ein ehemaliger deutscher Fußballspieler.

## Sportliche Laufbahn
Schüßler begann seine Fußballerlaufbahn 1956 in der Schülermannschaft der BSG Fortschritt Limbach-Oberfrohna. Schnell wurde sein Talent erkannt. Schon im Alter von 17 Jahren bestritt er die ersten Einsätze in der Männermannschaft dieser Betriebssportgemeinschaft. Auch wurden die höherklassigen Teams im DDR-Fußball auf ihn aufmerksam. Sein weiterer Weg führte ihn aber nicht zu einem Fußballclub, sondern die BSG Wismut Aue wurde mit einer kurzen Unterbrechung für rund anderthalb Jahrzehnte seine fußballerische Heimat – von 1974 bis 1978 sogar als Kapitän des dreimaligen DDR-Meisters.
Der Mittelfeldspieler debütierte am 21. August 1965 im Bezirksderby gegen den SC Karl-Marx-Stadt für die 0:1 geschlagene Wismut-Elf in der höchsten Spielklasse der DDR. In 16 Spielzeiten war Dieter Schüßler für die Veilchen in der Oberliga aktiv, in denen zweimal Rang 6 (1965/66 und 1975/76) die beste Tabellenplatzierung am Saisonende darstellten. Im Oktober 1980 lief der Ingenieurökonom gegen den HFC Chemie letztmals für die Auer in einem Meisterschaftsspiel auf. Vor dem Rückrundenauftakt des Spieljahres 1980/81, der Heimpartie Wismut gegen Dynamo Dresden (3:1), wurde Ete, so sein Spitzname im Otto-Grotewohl-Stadion, offiziell verabschiedet.
Am Ende seiner Laufbahn verzeichnete er 277 Einsätze für Wismut Aue in der Oberliga, in denen er 23 Tore schoss. Der 1,68 Meter große Fußballer liegt damit auf Rang 64 der Rekordspieler der Oberliga. Im FDGB-Pokal wurde er in 37 Spielen im Auer Trikot eingesetzt (13 Treffer). Am Europapokal nahmen die Erzgebirger während Schüßlers aktiver Laufbahn in der 1. Mannschaft nicht teil, aber die Auer Chronisten verzeichneten für ihn 94 Einsätze in internationalen Freundschaftsspielen.
Im Rahmen seiner Dienstzeit in der Nationalen Volksarmee spielte Schüßler in den Spielzeiten 1966/67 und 1967/68 in der zweitklassigen Liga kurzzeitig für den ASV Vorwärts Leipzig.

## Weiterer Werdegang
Nach der Beendigung seiner leistungssportlichen Laufbahn im Winter 1980/81 in Aue ging er als Spielertrainer nach Limbach-Oberfrohna zur BSG Fortschritt, seiner in der Kreisklasse antretenden ehemaligen Heimatgemeinschaft, zurück. Am Ende der Saison 2015/16 beendete er als Co-Trainer beim nach der deutschen Wiedervereinigung als FSV Limbach-Oberfrohna firmierenden Verein seine Tätigkeit.